# Újezd Svatého Kříže (zámek)
Zámek Újezd Svatého Kříže stával v obci Újezd Svatého Kříže, nedaleko Bělé nad Radbuzou.

## Tvrz
Původní tvrz byla založena na přelomu 14. a 15. století. Roku 1480 se dostala do vlastnictví bavorských Lamingenů z Albenreutu. Na konci 16. století byli majiteli tvrze Volf Jáchym Lamingen a jeho synovci Volf Kryštof Lamingen a Volf Karel Lamingen, kteří tehdejší obec vykoupili z manských povinností. Po smrti Volfa Jáchyma Lamingena roku 1602 se novým majitelem stal jeho syn Volf Bedřich Lamingen, kterému byl po Bílé hoře majetek zkonfiskován. Roku 1630 odkoupil Újezd Svatého Kříže svobodný pán Volf Vilém Lamingen (titul získal roku 1623). Po jeho smrti roku 1660 zdědil panství jeho syn Volf Maxmilián Lamingen, který jej roku 1683 prodal Kašparu Zdeňkovi Kaplíři ze Sulevic. Ten přestavěl tvrz na barokní zámek.

## Zámek
Barokní zámek byl postaven mezi lety 1683 a 1686 Kašparem Zdeňkem Kaplířem ze Sulevic na místě původní tvrze. Roku 1686 ovšem umírá a majetek připadl jeho manželce Anně Terezii Cukrové z Tamfeldu. Cukrové z Tamfeldu vlastnili panství až do roku 1796, kdy jej zdědili Kocové z Dobrše, kteří také vlastnili lovecký zámek Walddorf, a v jejichž rukách zůstal až do roku 1945. Cukrové z Tamfeldu zřídili na zámku knihovnu, v níž bylo na 1500 svazků knih. Navíc kolem zámku vybudovali park. Jedním z majitelů panství byl i Kristián Koc z Dobrše, který na zámku hostil řadu umělců, např. malíře Josefa Mánese. Po roce 1945 se zámek stal majetkem Pohraniční stráže (PS), za jejichž vlastnictví byl zámek zdemolován. Po opuštění vojáky PS zámek nadále chátral, až byl roku 1978 zbořen.

## Galerie

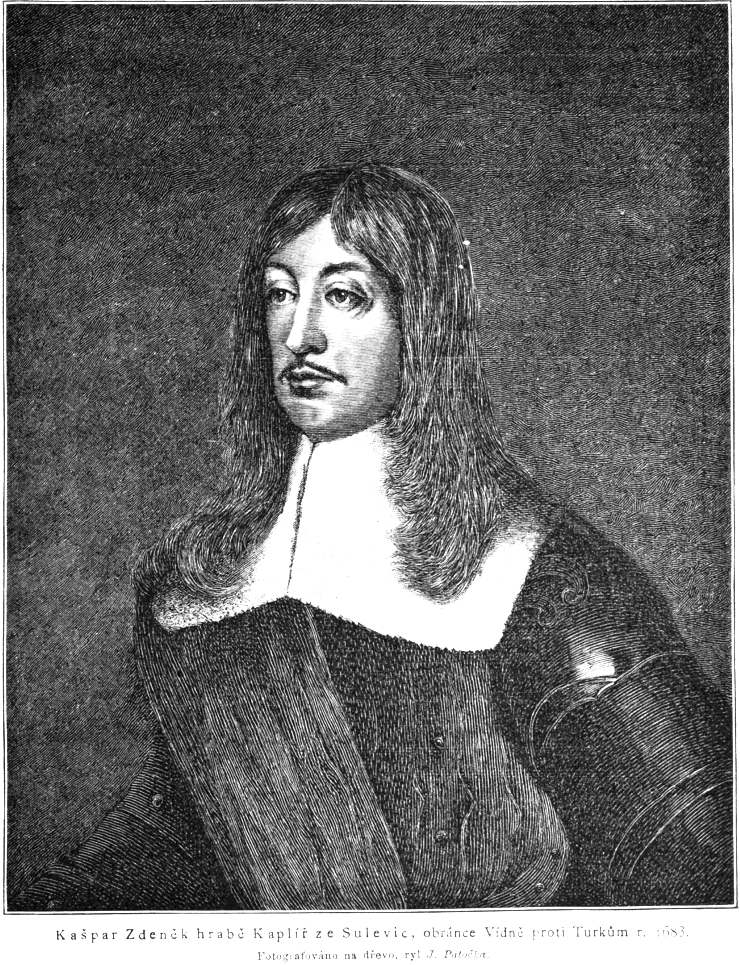
Kašpar Zdeněk Kaplíř ze Sulevic